# Hauterive (Orne)
 Hauterive  es una población y comuna francesa, situada en la región de Baja Normandía, departamento de Orne, en el distrito de Alençon y cantón de Le Mêle-sur-Sarthe.

## Demografía
| 400 | 389 | 467 | 498 | 550 | 536 | 535 | 553 | 560 | 594 | 645 | 630 | 613 | 473 | 411 | 390 | 363 | 355 | 330 | 321 | 319 | 336 | 337 | 285 | 331 | 323 | 320 | 315 | 309 | 343 | 346 | 374 |
| Para los censos de 1962 a 1999 la población legal corresponde a la población sin duplicidades (Fuente: INSEE [Consultar]) |     |     |     |     |     |     |     |     |     |     |     |     |     |     |     |     |     |     |     |     |     |     |     |     |     |     |     |     |     |     |     |